# ツムギ
ツムギは日本の5人組ロックバンド。

## 略歴
2020年、当初映像制作の仕事を始めたばかりのこーへいがMVをつくりたいという理由からメンバーを集め結成。その後何度かメンバー交代を得て今の体制に至る。

## メンバー
こーへい（Gt）
通称BOSS、MV撮影・編集その他クリエイティブ関連も担当。
むつみ（Key/Cho）
通称むっちゃん、ピアニスト、レッスンプロとしても活動。 一部の曲では作詞作曲を担当。
きぬ（Dr）
レッスンプロとしても活動。
かのこ（Vo）
ほぼ全ての曲で作詞作曲を担当。
リュウイチ（Ba）
準メンバー（無期限サポート）、通称おにぃ。Instagramをメインにインフルエンサーとしても活動。

## ディスコグラフィ

### シングル（配信）
|          | 配信開始日    | 配信サービス             | 備考 |
| -------- | ------------- | ------------------------ | ---- |
| 最後の日 | 2023年5月14日 | 各種サブスクサービス全般 |      |

### メンバーSNS関連
- こーへい (@kouheimizukami) - Instagram
- むつみ (@mm23mpiano) - X（旧Twitter）
- きぬ (@kinudr_1) - X（旧Twitter）
- きぬ - YouTubeチャンネル
- かのこ (@amaneshouka) - X（旧Twitter）
- かのこ (@kanoko_otogakikoeru20) - Instagram
- リュウイチ - YouTubeチャンネル
- リュウイチ (@r_teionkenkyubu) - Instagram
- リュウイチ (@bassist_ryuiti) - X（旧Twitter）
- リュウイチ (@r_teionkenkyubu) - TikTok
- リュウイチnote